# Михаил Павлов
Михаил (Мирю) Павлов Павлов е български просветен деец.

## Биография
Михаил Павлов е роден в гр. Ловеч. Син е на свещеника Павел Павлов и брат на Константин Павлов. Около 1850 г. е търговец, общественик и книжовник в Букурещ.
През 1870 г. се връща в Ловеч, където участва в църковните борби. Ловешки представител на Първия църковно-народен събор в Цариград (1871), училищен и църковен настоятел в Ловеч (1874), участник в революционното движение.
Автор на „Речник на думи турски и гръцки и язика болгарский сбран от г-на Михаила Павлева, а наредил и оимотил Александър Т. Живков, плевнянин“. Изд. първо. Букурещ, в книгопечятнята И. Копайнигова, 1855. Кореспондент на Г. С. Раковски, сътрудник на в. „Право“, сп. „Читалище“ (1869-1876), дописник на цариградски вестници, настоятел на в. „Източно време“ (1874-1877) в Ловеч.
По време на Руско-турската война (1877-1878) отбранява Ловеч при превземането му от ордите на Рифат паша. Загива в уличните боеве на 15 юли 1877 г.